# Mezzanino (architettura)

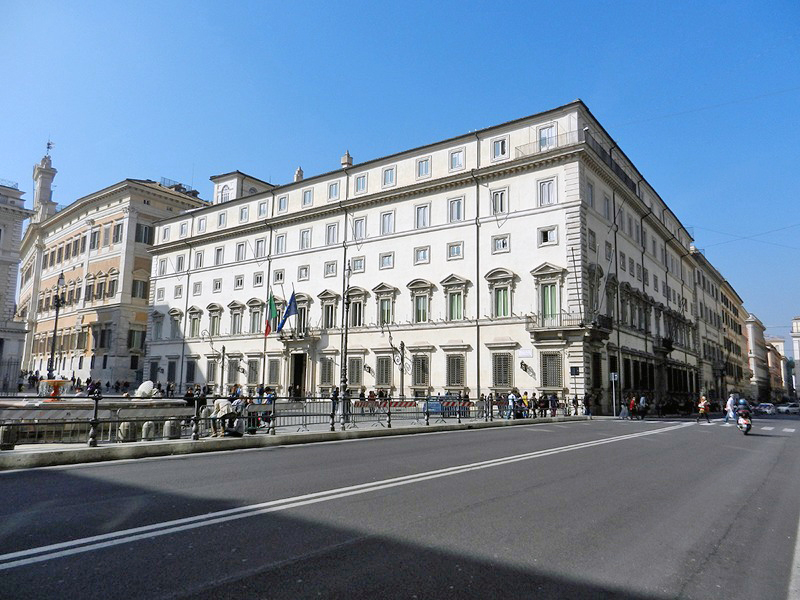
Palazzo Chigi: il primo e il secondo mezzanino si leggono dalle finestre più piccole di forma quadrata, circondate da una semplice cornice

Il mezzanino, o piano ammezzato, in architettura è un particolare livello normalmente ribassato dell'edificio, situato di norma tra il piano terra e il primo piano e che non rientra nel calcolo totale dei piani.

## Storia
Storicamente è un livello destinato a ospitare servizi e, nei palazzi nobiliari, anche gli alloggi del personale. Nell'architettura moderna è adibito, in genere, a uso ufficio o magazzino (spesso a servizio di fondi commerciali posti al piano terreno), ma può anche essere destinato — allorché i requisiti minimi di altezza e di illuminazione/ventilazione prescritti dalla normativa e dal regolamento edilizio vigente vengano soddisfatti — a uso residenziale. 

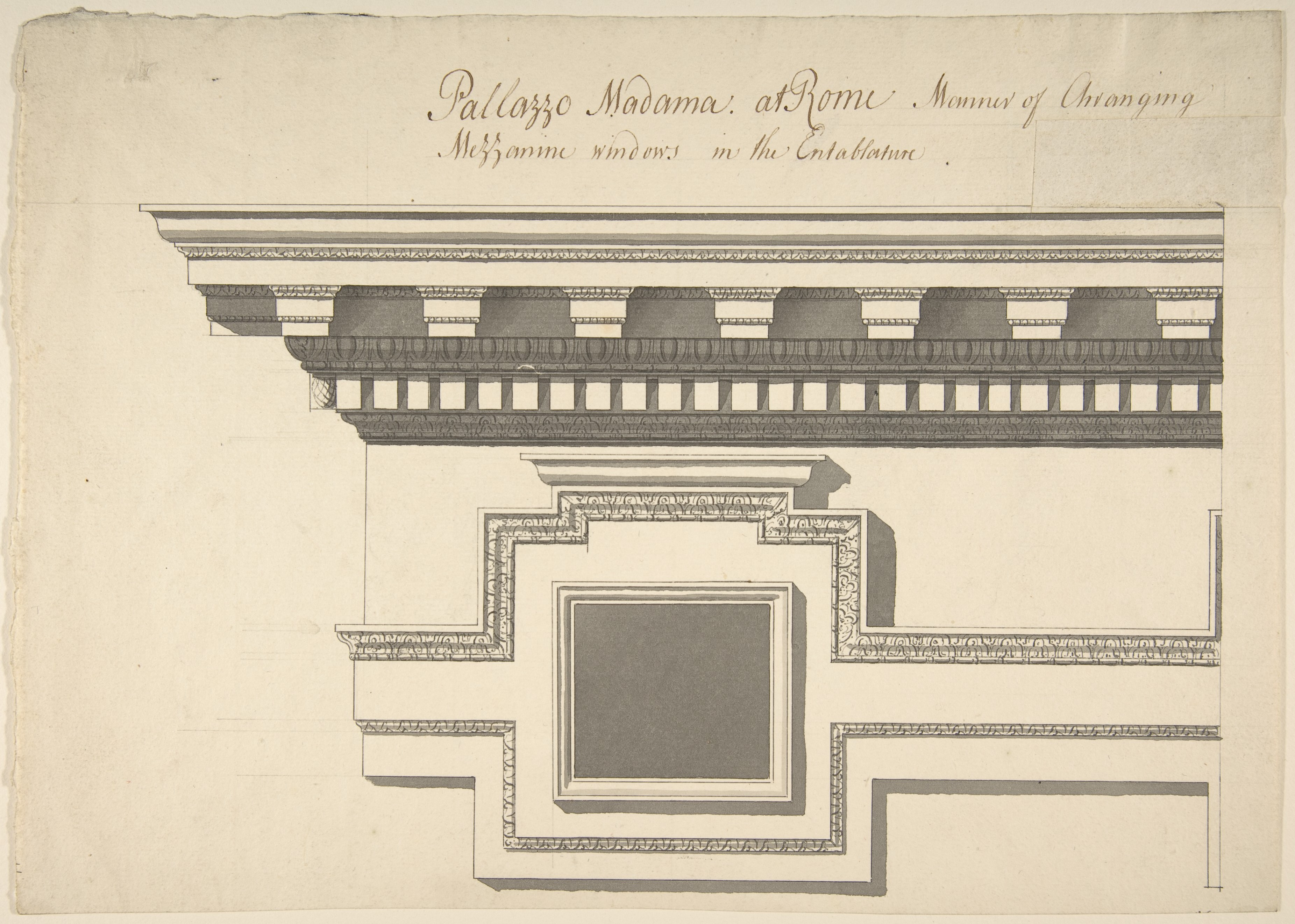
Mezzanine Window, Palazzo Madama (Roma), disegno di William Chambers (architetto)

La presenza del mezzanino è spesso dovuta alla necessità di raccordare piani posti a quote diverse come possono essere il solaio di copertura dei fondi o magazzini del piano terra e i livelli a quote differenti presenti su altri lati del fabbricato. Tuttavia, non è raro il caso della presenza del mezzanino dovuta a ragioni di composizione architettonica della facciata, poiché l'interpiano ridotto può essere utilizzato, tra l'altro, per delineare un limite fisico tra funzioni diverse dell'edificio (commercio al piano terra e residenza al piano primo).

## Esempi
Un esempio di mezzanino in un'infrastruttura ferroviaria lo si trova presso la Stazione di Milano Centrale (raggiungibile anche con scala mobile).

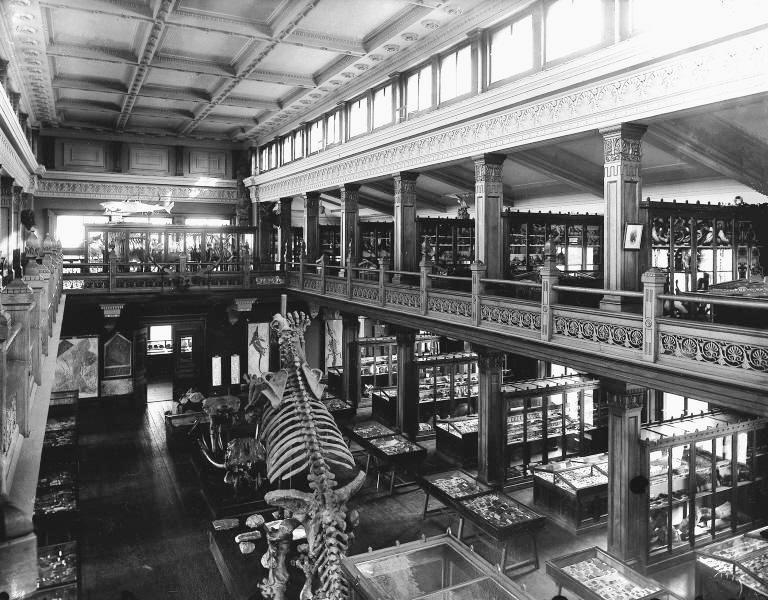
Mezzanino all'Università McGill, Montreal, 1893 circa